# گمینا وروبلو
گمینا وروبلو (به لهستانی:  Gmina Wróblew) یک گمینا در لهستان است که در شهرستان شراتس واقع شده‌است. گمینا وروبلو ۱۱۳٫۲۳ کیلومتر مربع مساحت و ۶٬۲۴۴ نفر جمعیت دارد.